# كالفينية

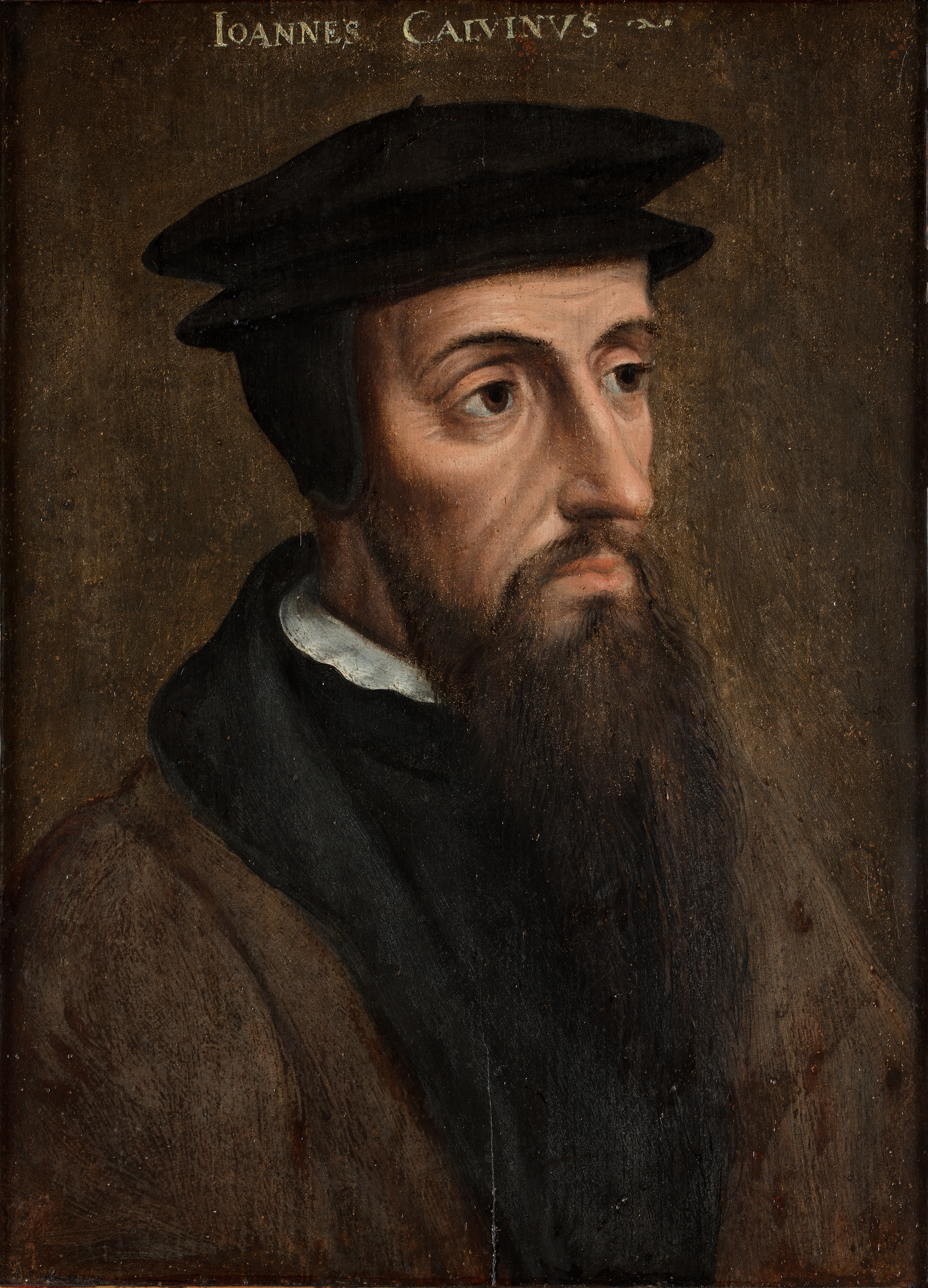
جون كالفن (1509 - 1564)

الكالڤينيّة (والمعروفة أيضاً باللاهوت المصلح) هي مذهب مسيحي بروتستانتي يعزى تأسيسه للمصلح الفرنسي جان كالفن، وكان هذا الأخير قد وضع بين عامي 1536م و 1559م مؤلّفه (مبادئ الإيمان المسيحي) والذي يعتبره الكثيرون من أهم ما كتب في الحركة البروتستانتية.
انفصل الكالفينيون عن الكنيسة الرومانية الكاثوليكية في القرن 16. يختلف الكالفينيون عن اللوثريين (فرع رئيسي آخر من الإصلاح) فيما يعتقدون بخصوص الوجود الحقيقي للمسيح في التناول المقدس، ونظريات العبادة، وقانون الله للمؤمنين، وأمور أخرى، يمكن أن يكون مصطلح الكالفينية مضللًا، لأن التقليد الديني الذي تشير إليه كان دائمًا متنوعًا وذات مجموعة واسعة من المؤثرين بدلاً من مؤسس واحد؛ لكن جميعهم تقريبًا استمدوا بشكل كبير من كتابات أوغسطينوس قبل ألف عام. في سياق الإصلاح، بدأ هولدريخ زوينكلي التقليد الإصلاحي في 1519 في مدينة زيورخ. تم تسمية أتباعه على الفور بالزوينكليين بما يتفق مع الممارسة الكاثوليكية المتمثلة في تسمية البدعة على اسم مؤسسها. بعدها انضم إليه مارتن بوسر وولفجانج كابيتو وويليام فاريل ويوهانس أويكولامباديوس وغيرهم من المفكرين الإصلاحيين الأوائل.
المصلح الفرنسي جون كالفن - والذي تحمل الحركة اسمه - تخلى عن الكاثوليكية الرومانية واحتضن الآراء البروتستانتية في أواخر عشرينيات القرن الخامس عشر أو أوائل ثلاثينيات القرن الخامس عشر، حيث كان بالفعل قد اعتنق هولدريخ زوينكلي المفاهيم الأولى للتقليد الإصلاحي اللاحق. كانت الحركة تسمى أولاً كالفينية - في إشارة إلى جون كالفن - من قبل اللوثريين الذين عارضوها. يجد الكثير في التقليد أنه إما مصطلح وصفي أو غير مناسب ويفضلون استخدام كلمة مُصلح بدلاً من ذلك.

## أصل الكلمة
سميت الكالفينية على اسم جون كالفن. تم استخدامها لأول مرة من قبل عالم لاهوت لوثري في عام 1550. وكان من الممارسات الشائعة في الكنيسة الرومانية الكاثوليكية تسمية ما تعتبره بدعة على اسم مؤسسها. وعلى ذلك جاء المصطلح أولاً من الدوائر اللوثرية. استنكر كالفن تلك الدلالة بنفسه:
«لا يمكن أن يوجهوا لنا إهانة أعظم من هذه الكلمة،» الكالفينية«. ليس من الصعب التكهن من أين تأتي هذه الكراهية المميتة التي يحملونها ضدي.» - جون كالفن
على الرغم من دلالاتها السلبية، فقد أصبحت هذه التسمية شائعًة بشكل متزايد من أجل التمييز بين الكالفينيين واللوثريين والفروع البروتستانتية الأحدث التي ظهرت لاحقًا. الغالبية العظمى من الكنائس التي ترجع تاريخها إلى كالفن لا تستخدمها، لأن التسمية «مُصلَحة» مقبولة بشكل عام ومفضلة، خاصة في عند المتحدثين بالإنجليزية. علاوة على ذلك تدعي هذه الكنائس أنها - وفقًا لكلمات جون كالفن - «متجددة وفقًا للترتيب الحقيقي للإنجيل».
منذ  الجدل الكالفيني - الأرمينياني، تم تقسيم التقليد المصلح إلى مجموعتين منفصلتين: الأرمينيانيين والكالفينيين. ومع ذلك فمن النادر الآن اعتبار الأرمينيانيين جزءًا من التقليد الإصلاحي، حيث أن غالبية الأرمينيانيين اليوم هم أعضاء في الكنائس الميثودية والكنائس المعمدانية العامة. في حين أن التقليد اللاهوتي المصلح يعالج جميع الموضوعات التقليدية للاهوت المسيحي، فإن كلمة كالفينية تستخدم أحيانًا للإشارة إلى وجهات نظر كالفينية معينة حول الخلاص والقدر والتي تم تلخيصها جزئيًا بواسطة النقاط الخمس للكالفينية. جادل البعض أيضًا بأن الكالفينية ككل تؤكد على سيادة الله أو حكمه في كل الأشياء بما في ذلك الخلاص.

## تاريخ الكالفينية

### الجيل الأول
من بين علماء الدين المصلحين من الجيل الأول: هولدريخ زوينجلي (1484-1531)، ومارتن بوسر (1491-1551)، وولفجانج كابيتو (1478-1541)، وجون أوكولامباديوس (1482-1531)، وغيوم فاريل (1489-1565). جاء هؤلاء المصلحون من خلفيات أكاديمية متنوعة، ولكن يمكن بالفعل اكتشاف الفروق الفكرية بينهم داخل علم اللاهوت الإصلاحي، وخاصة في موضوع أولوية الكتاب المقدس كمصدر للسلطة. واتفقوا في نظرتهم إلى الكتاب المقدس على أنه وحدة متكاملة، وإنكارهم للحضور الجسدي الفعلي للسيد المسيح في عشاء الرب. لقد فهم كل من هؤلاء اللاهوتيين أيضًا أن الخلاص يكون بالنعمة وحدها، وأكدوا على عقيدة اختيار معين (التعليم القائل بأن بعض الناس قد اختارهم الله للخلاص). كان مارتن لوثر وخليفته فيليب ميلانشثون مؤثرين بلا شك على هؤلاء اللاهوتيين، وإلى حد كبير فيما بعد على اللاهوتيين الإصلاحيين. كانت عقيدة التبرير بالإيمان وحده ميراثًا مباشرًا من لوثر.

### الجيل الثاني
ينتمي جون كالفن (1509-1509)، وهاينريش بولينجر (1504-1575)، وولفغانغ موسكولوس (1497-1563)، وبيتر مارتير فيرميجلي (1500-62)، وأندرياس هيبيريوس (1511-1564) إلى الجيل الثاني من علماء اللاهوت الإصلاحيين. كانت معاهد كالفن للدين المسيحي (1536-1559) واحدة من أكثر مراكز اللاهوتيات تأثيرًا في ذلك العصر. قرب منتصف القرن السادس عشر بدأ الإصلاحيون بوضع اعترافات الإيمان كأسس للعقيدة، مما سيشكل التعريف المستقبلي للإيمان المُصلح. وثيقة «إجماع تيجورينوس» 1549 جمع بين أولئك الذين تبعوا زوينجلي وبولينجر في آرائهم بخصوص العشاء الأخير، والتي علمت أن العشاء مجرد تذكير بموت المسيح، ورأي كالفن أن العشاء بمثابة وسيلة للنعمة مع المسيح الحاضر بالفعل روحيا لا جسديا. توضح الوثيقة التنوع وكذلك الوحدة في اللاهوت الإصلاحي المبكر. شهدت الفترة المتبقية من القرن السادس عشر انفجارًا في النشاط الطائفي.
بسبب العمل التبشيري لكالفن في فرنسا، وصل برنامجه الإصلاحي في النهاية إلى المقاطعات الناطقة بالفرنسية في هولندا،  مما أدى إلى صياغة «تعليم هايدلبرغ» في عام 1563 بمبادرة من الناخب فريدرش الثالث فون بالاتينات وفي نافارا من قبل جين دي ألبريت. تم تبني هذا الاعتراف والاعتراف البلجيكي في المجمع الكنسي الأول للكنيسة الإصلاحية الهولندية في عام 1571. خلال الحرب الأهلية الإنجليزية، أنتج الكالفينيون المتشددون اعتراف وستمنستر، الذي أصبح المعيار الطائفي للمشيخيين في العالم الناطق باللغة الإنجليزية. بعد أن استقرت الحركة في أوروبا استمرت في الانتشار إلى أجزاء أخرى من العالم، بما في ذلك أمريكا الشمالية وجنوب إفريقيا وكوريا.
لم يعش كالفن ليرى أساس عمله ينمو إلى حركة دولية؛ لكن موته سمح لأفكاره بالخروج من مدينتهم الأصلية، والنجاح إلى ما وراء حدودهم، وتأسيس شخصيتهم المميزة.

### الانتشار
انتشرت الكالفينية في القرن السابع عشر الميلادي في جميع أنحاء أوروبا، فامتدت إلى اسكتلندا وهولندا وأجزاء من ألمانيا وفرنسا وهنغاريا ثم ترانسلفانيا المستقلة وبولندا.
كما أن الكالفينية انتشرت أيضاً بين المستوطنين البيض في أمريكا الشمالية، وكان معظم سكان نيو أمستردام (نيويورك) من الكالفينيين الهولنديين. وكانت هذه الفئة الأخيرة من أوائل المستعمرين البيض الذين نجحوا بإنشاء مستوطنات في جنوب أفريقيا والذين عرفوا لاحقًا بالبوير (بالإنجليزية: Boers) أو الأفريكان (بالإنجليزية: Afrikaners).
خرج عن المذهب الكالفيني مذاهب وكنائس عدة من أبرزها المذهب الطهوري، والذي أسسه الإنجليز الخارجون عن الكنيسة الأنغليكانية والذين استوطنوا في القارة الأمريكية.
استنادا لرأي ماكس فيبر فقد لعبت الكالفينية دورا هاماً في ظهور العقلية الرأسمالية في أوروبا،: وذلك لقولها بأن النجاح على الصعيد المادي هو دلالة على نعمة إلهية واختيار مسبق للخلاص.

## علم اللاهوت الكالفيني

### الوحي والكتاب المقدس
يعتقد اللاهوتيون المصلحون أن الله ينقل معرفة بنفسه للناس من خلال كلمة الله. لا يستطيع الناس معرفة أي شيء عن الله إلا من خلال هذا الكشف عن الذات. التخمين بشأن أي شيء لم يعلنه الله من خلال كلمته ليس له ما يبرره. تختلف المعرفة التي يمتلكها الناس عن الله عن تلك التي لديهم عن أي شيء آخر لأن الله لانهائي، والناس المحدودون غير قادرين على فهم كائن غير محدود. في حين أن المعرفة التي أعلنها الله للناس ليست خاطئة أبدًا، وهي أيضًا ليست شاملة أبدًا.
وفقًا لعلماء اللاهوت المصلحين، يكون إعلان الله عن نفسه دائمًا من خلال ابنه يسوع المسيح، لأن المسيح هو الوسيط الوحيد بين الله والناس. يأتي إعلان الله من خلال المسيح من خلال طريقين أساسيين. الأول هو الخلق والعناية الإلهية، أي خلق الله واستمراره في العمل في العالم. يعطي عمل الله هذا للجميع معرفة عن الله، لكن هذه المعرفة كافية فقط لجعل الناس جديرين باللوم على خطاياهم؛ هذه المعرفة لا تتضمن معرفة الإنجيل. الطريق الثاني هو الفداء، وهو إنجيل الخلاص من الدينونة الذي هو عقاب الخطيئة.
في علم اللاهوت المُصلح، تتخذ كلمة الله عدة أشكال. يسوع المسيح نفسه هو الكلمة المتجسد. النبوءات التي قيل عنها في العهد القديم وكتابات الرسل الذين رأوه ونقلوا رسالته هي أيضًا كلمة الله. علاوة على ذلك فإن الوعظ بالخدام عن الله هو كلمة الله ذاتها لأن الله يعتبر أنه يتحدث من خلالهم. يتحدث الله أيضًا من خلال كُتَّاب بشريين في الكتاب المقدس، الذي يتألف من نصوص خصصها الله لإعلان ذاته. يؤكد اللاهوتيون المصلحون على الكتاب المقدس باعتباره وسيلة مهمة بشكل فريد يتواصل بها الله مع الناس. يكتسب الناس معرفة الله من الكتاب المقدس والتي لا يمكن اكتسابها بأي طريقة أخرى.
يؤكد اللاهوتيون المصلحون أن الكتاب المقدس صحيح، ولكن تظهر اختلافات بينهم حول المعنى ومدى صدق الكتاب. يرى أتباع لاهوت برينستون المحافظين أن الكتاب المقدس صحيح ومعصوم وغير قابل للخطأ في كل مكان. هذا الرأي مشابه جدًا لوجهة النظر الأرثوذكسية الكاثوليكية وكذلك الإنجيلية الحديثة. توجد وجهة نظر أخرى متأثرة بتعاليم كارل بارث والأرثوذكسية الجديدة في اعتراف الكنيسة المشيخية (الولايات المتحدة الأمريكية) لعام 1967. أولئك الذين يتبنون هذا الرأي يعتقدون أن الكتاب المقدس هو المصدر الأساسي لمعرفتنا بالله، ولكن كما أن بعض أجزاء الكتاب المقدس قد تكون خاطئة، وليست من شهودًا للمسيح، وليست معيارية لكنيسة اليوم. فإن المسيح هو إعلان الله عن ذاته، والكتاب المقدس يشهد على هذا الإعلان بدلاً من أن يكون هو الإعلان نفسه.

### لاهوت العهود
يستخدم اللاهوتيون المصلحون مفهوم العهد لوصف الطريقة التي يدخل بها الله في شركة مع البشر عبر التاريخ. إن مفهوم العهد بارز جدًا في علم اللاهوت المُصلح لدرجة أن علم اللاهوت المُصلح ككل يسمى أحيانًا «لاهوت العهد». ومع ذلك طور علماء اللاهوت في القرنين السادس عشر والسابع عشر نظامًا لاهوتيًا خاصًا يسمى «لاهوت العهد» أو «اللاهوت الفيدرالي» والذي ما زالت العديد من الكنائس الإصلاحية المحافظة تؤكده اليوم. يرتب هذا الإطار حياة الله مع الناس بشكل أساسي في عهدين: عهد الأعمال وعهد النعمة. عهد العمل مع آدم وحواء في جنة عدن. إن شروط العهد هي أن الله يوفر حياة مباركة في الجنة بشرط أن يطيع آدم وحواء قانون الله تمامًا. ولأن آدم وحواء نقضا العهد بأكل الفاكهة المحرمة، فقد تعرضوا للموت ونُفيوا من الجنة. تم نقل هذه الخطيئة إلى البشرية جمعاء لأن جميع الناس يقال إنهم في آدم كرأس عهدي أو «فيدرالي». يستنتج اللاهوتيون الفدراليون عادةً أن آدم وحواء كانا سيحصلان على الخلود لو أطاعا تمامًا.
ويقال إن عهدًا ثانيًا، يُدعى عهد النعمة، قد أُقيم مباشرة بعد خطيئة آدم وحواء. فيه يقدم الله بلطف الخلاص من الموت بشرط الإيمان به. يُدار هذا العهد بطرق مختلفة في جميع أنحاء العهدين القديم والجديد، لكنه يحتفظ بجوهر التحرر من مطلب الطاعة الكاملة.
من خلال تأثير كارل بارث تخلى العديد من علماء اللاهوت الإصلاحيين المعاصرين عن عهد الأعمال، إلى جانب مفاهيم أخرى للاهوت الفيدرالي. رأى بارث أن عهد الأعمال منفصل عن المسيح والإنجيل، ورفض فكرة أن الله يعمل مع الناس بهذه الطريقة. جادل بارث بأن الله يتفاعل دائمًا مع الناس بموجب عهد النعمة، وأن عهد النعمة خالٍ من جميع الشروط على الإطلاق. سمي لاهوت بارث وما يتبعه «أحادي العهد» على عكس مخطط «ثنائي العهد» للاهوت الفيدرالي الكلاسيكي. كما رفض اللاهوتيون الإصلاحيون المعاصرون المحافظون - مثل جون موراي - فكرة العهود القائمة على القانون بدلاً من النعمة. ومع ذلك دافع مايكل هورتون عن ميثاق الأعمال باعتباره يجمع بين مبادئ القانون والمحبة.

### الله
بالنسبة للجزء الأكبر، لم يعدل التقليد الإصلاحي على إجماع القرون الوسطى بخصوص عقيدة الله. يتم وصف شخصية الله في المقام الأول باستخدام ثلاث صفات: أبدي، وغير محدود، وغير قابل للتغيير. اقترح علماء اللاهوت المصلحون مثل شيرلي جوثري أنه بدلاً من تصور الله من حيث صفاته وحريته في فعل ما يشاء، يجب أن تستند عقيدة الله إلى عمل الله في التاريخ وحريته في العيش مع الناس وتمكينهم.
اتبع اللاهوتيون المصلحون أيضًا تقاليد العصور الوسطى التي تعود إلى ما قبل المجالس الكنسية المبكرة في نيقية وخلقيدونية حول عقيدة الثالوث. لقد تم التأكيد على أن الله إله واحد في ثلاثة أقانيم: الآب والابن والروح القدس. يُعتقد أن الابن (المسيح) مولود أبدي من الآب، والروح القدس ينبثق إلى الأبد من الآب والابن. ومع ذلك فقد انتقد لاهوتيون معاصرون جوانب وجهات النظر الغربية هنا أيضًا. بالاعتماد على التقليد الشرقي، اقترح هؤلاء اللاهوتيون المصلحون «الثالوث الاجتماعي» حيث لا يوجد أقانيم الثالوث إلا في حياتهم معًا كأشخاص في علاقة. تجنبت الطوائف الإصلاحية المعاصرة مثل «إعلان بارمن» و«بيان موجز عن إيمان الكنيسة المشيخية» (الولايات المتحدة الأمريكية) الحديث عن صفات الله وأكدت على عمله في المصالحة وتمكين الناس. استخدمت اللاهوتية النسوية ليتي راسل صورة الشراكة لأشخاص الثالوث. وفقًا لراسل فإن التفكير بهذه الطريقة يشجع المسيحيين على التفاعل فيما يتعلق بالزمالة بدلاً من المعاملة بالمثل. ومع ذلك، جادل عالم اللاهوت المحافظ الإصلاحي مايكل هورتون بأن التثليث الاجتماعي لا يمكن الدفاع عنه لأنه يتخلى عن وحدة الله الأساسية لصالح مجتمع من كائنات منفصلة.

### المسيح والكفارة
يؤكد اللاهوتيون المصلحون بأن الإيمان المسيحي التاريخي بأن المسيح شخص واحد أبدي ذو طبيعة إلهية وبشرية. أكد المسيحيون المصلحون بشكل خاص أن المسيح أصبح إنسانًا حقًا حتى يخلص الناس. كانت طبيعة المسيح البشرية نقطة خلاف بين الإصلاحي واللوثري كريستولوجيا. يرى اللاهوتيون المصلحون أن جسد المسيح البشري لا يمكن أن يكون في مواقع متعددة في نفس الوقت. لأن اللوثريين يعتقدون أن المسيح موجود جسديًا في القربان المقدس، فإنهم يعتقدون أن المسيح موجود جسديًا في العديد من المواقع في وقت واحد. بالنسبة للمسيحيين المصلحين فينكرون مثل هذا الاعتقاد بأن المسيح أصبح إنسانًا بالفعل. ابتعد بعض علماء اللاهوت الإصلاحيين المعاصرين عن اللهجة التقليدية بخصوص شخص واحد في طبيعتين، معتبرين أنها غير مفهومة للناس المعاصرين. بدلاً من ذلك يميل اللاهوتيون إلى التركيز على سياق كلام يسوع وخصوصياته كيهودي من القرن الأول.
يصف جون كالفن والعديد من اللاهوتيين المصلحين الذين تبعوه عمل المسيح في الفداء من حيث ثلاث وظائف: نبي، وكاهن، وملك. يُقال إن المسيح هو نبي في أنه يعلم العقيدة الكاملة، وكاهنًا من حيث أنه يتوسط للآب نيابة عن المؤمنين ويقدم نفسه كذبيحة عن الخطيئة، وملكًا لأنه يحكم الكنيسة ويحارب نيابة عن المؤمنين. تربط الوظائف الثلاثة عمل المسيح بعمل الله في إسرائيل القديمة. يواصل العديد من اللاهوتيين المصلحين - ولكن ليس كلهم - الاستفادة من نظرية الوظائف الثلاثة كإطار عمل بسبب تأكيدها على ارتباط عمل المسيح بإسرائيل. ومع ذلك فقد أعادوا تفسير معنى كل وظيفة. على سبيل المثال، فسر كارل بارث وظيفة المسيح النبوية من حيث المشاركة السياسية نيابة عن الفقراء.
يؤمن المسيحيون أن موت المسيح وقيامته يجعل من الممكن للمؤمنين أن ينالوا غفران الخطيئة والمصالحة مع الله من خلال الكفارة. يؤيد البروتستانت المصلحون عمومًا وجهة نظر معينة للتكفير تسمى «التكفير الجزائي البديل»، والتي تفسر موت المسيح على أنه دفع فداء عن الخطيئة. ويُعتقد أن المسيح مات بدلاً من المؤمن الذي يُحسب بارًا نتيجة تضحية المسيح ودفعه الجزاء.

### الخطية
في اللاهوت المسيحي، خلق الناس صالحين وعلى صورة الله ولكن أفسدتهم الخطية، مما جعلهم غير صالحين ومفرطين في الاهتمام بأنفسهم. يعتقد المسيحيون المصلحون - وفقًا لتقليد أوغسطينوس - أن هذا الفساد في الطبيعة البشرية نتج عن خطية آدم وحواء الأولى، وهي عقيدة تسمى الخطيئة الأصلية. على الرغم من أن المؤلفين المسيحيين الأوائل علموا عناصر الموت الجسدي والضعف الأخلاقي والميل إلى الخطيئة في الخطيئة الأصلية، كان أوغسطينوس أول مسيحي أضاف مفهوم الذنب الموروث من آدم حيث يولد كل طفل ملعونًا إلى الأبد ويفتقر البشر إلى أي قدرة متبقية للتجاوب مع الله. يؤكد اللاهوتيون المصلحون أن هذه الآثام تؤثر على طبيعة الشخص كلها بما في ذلك إرادته. وهذا الرأي القائل بأن الخطيئة تسود الناس لدرجة أنهم لا يقدرون على تجنب الخطيئة سميت بالفساد الكلي. في العامية الإنجليزية، يمكن أن يساء فهم مصطلح «الفساد الكلي» بسهولة ليعني أن الناس غائبون عن أي خير أو غير قادرين على فعل أي خير. ومع ذلك فإن التعليم المُصلح هو في الواقع أنه بينما يستمر الناس في حمل صورة الله وقد يفعلون أشياء تبدو جيدة في الظاهر، فإن نواياهم الخاطئة تؤثر على كل طبيعتهم وأفعالهم حتى لا يرضوا الله.
أكد بعض اللاهوتيين المعاصرين في التقليد الإصلاحي على الطابع الاجتماعي لخطيئة الإنسان. وقد سعى هؤلاء اللاهوتيون إلى لفت الانتباه إلى قضايا العدالة البيئية والاقتصادية والسياسية كمجالات من الحياة البشرية تأثرت بالخطيئة.

### الخلاص
يعتقد اللاهوتيون المصلحون - مع غيرهم من البروتستانت - أن الخلاص من عقاب الخطيئة يجب أن يُعطى لكل أولئك الذين يؤمنون بالمسيح. الإيمان ليس فكريًا بحتًا ولكنه ينطوي على الثقة في وعد الله بالخلاص. لا يؤمن البروتستانت بوجود أي مطلب آخر للخلاص، فهذا الإيمان وحده كافٍ.
التبرير هو جزء من الخلاص حيث يغفر الله خطيئة أولئك الذين يؤمنون بالمسيح. من الناحية التاريخية يعتبرها البروتستانت أهم مسالة في الإيمان المسيحي، على الرغم من أنه في الآونة الأخيرة يتم إعطاؤها أهمية أقل من الاهتمامات المسكونية. الناس ليسوا قادرين بمفردهم حتى على التوبة عن خطاياهم أو الاستعداد للتوبة بسبب خطاياهم. لذلك يُعتقد أن التبرير ينشأ فقط من عمل الله الحر وكرمه.
التقديس هو جزء من الخلاص حيث يجعل الله المؤمن قديساً، من خلال تمكينه من ممارسة محبة أكبر لله وللآخرين. تعتبر الأعمال الصالحة التي يقوم بها المؤمنون المقدسون هي العمل الضروري للمؤمن المخلص، على الرغم من أنها لا تجعل المؤمن يخلص. التقديس - مثل التبرير - يتم بالإيمان، لأن القيام بالأعمال الصالحة هو ببساطة أن يعيش المرء كما صار ابنا لله.

### القدرية
يعلم اللاهوتيون المصلحون أن الخطيئة تؤثر على الطبيعة البشرية لدرجة أنهم غير قادرين حتى على ممارسة الإيمان بالمسيح بإرادتهم. بينما يقال عن البشر أنهم يحتفظون بالإرادة، لأنهم يخطئون عمدًا، فهم غير قادرين على عدم الخطيئة بسبب فساد طبيعتهم بسبب الخطيئة الأصلية. يؤمن المسيحيون المصلحون أن الله قدّر سلفًا بعض الناس ليخلصوا والبعض الآخر قُدِّر للدينونة الأبدية. يعتبر هذا الاختيار من قبل الله لإنقاذ البعض غير مشروط ولا يقوم على أي خاصية أو فعل من جانب الشخص المختار. يتعارض هذا الرأي مع وجهة النظر الأرمينيانية القائلة بأن اختيار الله لمن يخلص مشروطًا أو قائمًا على معرفته المسبقة بمن سيستجيب بشكل إيجابي لله.
أعاد كارل بارث تفسير عقيدة القدرالإصلاحية ليطبقها على المسيح فقط. يقال إن الأفراد قد تم انتخابهم فقط من خلال وجودهم في اختيار المسيح. جادل علماء اللاهوت المصلحون الذين تبعوا بارث - بما في ذلك يورجن مولتمان، وديفيد ميليور، وشيرلي جوثري - بأن المفهوم الإصلاحي التقليدي للقدر هو تخميني واقترحوا نماذج بديلة. يدعي هؤلاء اللاهوتيون أن عقيدة الثالوث الصحيحة تؤكد على حرية الله في محبة كل الناس، بدلاً من اختيار البعض للخلاص والبعض الآخر للدينونة. يتحدث اللاهوتيون عن عدل الله تجاه الأشرار وإدانتهم على أنه من منطلق حبه لهم ورغبته في مصالحتهم على نفسه.

### نقاط الكالفينية الخمس
تركز معظم الاعتراضات والهجمات على الكالفينية على «النقاط الخمس للكالفينية»، والتي تسمى أيضًا بمذاهب النعمة. تم مؤخرًا نشر هذه النقاط الخمس في كتيب عام 1963 بعنوان «النقاط الخمس المحددة للكالفينية والدفاع عنها وتوثيقها» لديفيد ن. ستيل وكورتيس سي توماس. أصل النقاط الخمس واختصارها «توليب» غير مؤكد، ولكن يبدو أنه تم تحديدها في «الاعتراض المضاد» عام 1611، وهو رد مُصلح أقل شهرة على الآرمانيين حدث قبل «قوانين دورت» 1619. تم استخدام الاختصار «توليب» بواسطة كليلاند بويد مكافى منذ حوالي عام 1905. ظهور مبكر مطبوع لاختصار «ت-و-ل-ي-ب» موجود في كتاب لورين بويتنر لعام 1932: «عقيدة القدر المُصلَحة». كان الاختصار شديد الحذر إذا تم استخدامه من قبل المدافعين وعلماء الدين الكالفينيين قبل كتيب ستيل وتوماس.
التأكيد الرئيسي لهذه النقاط هو أن الله يخلص كل إنسان يرحمه، وأن جهوده لا تحبطها إثم البشر أو عجزهم.
- يؤكد «الفساد الكلي»، الذي يُطلق عليه أيضًا «العجز الكلي»، أنه نتيجة لسقوط الإنسان في الخطيئة فأصبح كل شخص مستعبدًا للخطيئة. لا يميل الناس بطبيعتهم إلى محبة الله، بل يميلون إلى خدمة مصالحهم الخاصة ورفض حكم الله. وبالتالي، فإن جميع الناس وفقًا لقدراتهم الخاصة غير قادرين أخلاقياً على اختيار الوثوق بالله من أجل خلاصهم.[18] هذا المذهب مشتق من تفسير كالفن لتفسير أوغسطين حول الخطيئة الأصلية.[19] في حين أن كالفن استخدم عبارتا «فاسد تمامًا» و «منحرف تمامًا»، فإن المقصود هو عدم القدرة على إنقاذ نفسه من الخطيئة بدلاً من الغياب عن الخير. لا يمكن العثور على عبارات مثل «الفساد الكامل» في «قوانين دورت»، ويمكن القول إن الشرائع وكذلك اللاهوتيين الأرثوذكس الذين أصبحوا مصلحين لاحقًا يقدمون نظرة أكثر اعتدالًا لطبيعة البشرية الساقطة من كالفن.[20]
- يؤكد «الاختيار غير المشروط» أن الله قد اختار منذ الأزل أولئك الذين سيقدمهم لنفسه لا على أساس الفضيلة أو الجدارة أو الإيمان؛ بل إن اختياره يقوم على أساس رحمته وحدها دون قيد أو شرط. لقد اختار الله منذ الأزل أن يمد الرحمة لمن اختارهم ويمنع الرحمة عن غير المختارين. أولئك المختارون ينالون الخلاص من خلال المسيح وحده. أولئك الذين لم يتم اختيارهم ينالون الغضب العادل المبرر لخطاياهم ضد الله.[58]
- «الكفارة المحدودة»، التي تسمى أيضًا «الفداء الخاص»، تؤكد أن كفارة يسوع كانت محددة ومؤكدة في غرضها وفي ما أنجزته. هذا يعني أن خطايا المختارين فقط هي التي تم التكفير عنها بموت يسوع. لا يعتقد الكالفينيون أن الكفارة محدودة في قيمتها أو قوتها بل محدودة بمعنى أنها مخصصة للبعض وليس للجميع. وقد لخص بعض الكالفينيون هذا على أنه «الكفارة كافية للجميع وفعالة للمختارين».[59]
- «النعمة التي لا تقاوم»، والتي تسمى أيضًا «النعمة الفعالة»، تؤكد أن نعمة الله المُخلِّصة تُطبَّق بشكل فعال على أولئك الذين قرر أن يخلصهم (أي المختارين) وتتغلب على مقاومتهم لإطاعة دعوة الإنجيل لهم إلى الإيمان المخلص. هذا يعني أنه عندما يقصد الله بشكل سيادي أن ينقذ شخصًا ما، فإن هذا الفرد سيخلص بالتأكيد. تقول العقيدة أن هذا التأثير الهادف للروح القدس لا يمكن مقاومته، لكن الروح القدس «يجعل الخاطئ المختار يتعاون، ويؤمن، ويتوب، ويأتي بحرية وإرادة إلى المسيح». هذا لا يعني إنكار حقيقة أن دعوة الروح الخارجية (من خلال إعلان الإنجيل) يمكن أن يتم رفضها، وغالبًا ما يتم رفضها من قبل الخطاة. بل هو ذلك النداء الداخلي الذي لا يمكن رفضه.
- "ثبات القديسين"، تعرف أيضًا باسم "مثابرة الله مع القديسين" و "حفظ المؤمنين، تؤكد أنه بما أن الله صاحب السيادة ولا يمكن للبشر أو أي شيء آخر أن يحبط إرادته، فإن أولئك الذين دعاهم الله إلى الشركة مع نفسه سيستمرون في الإيمان حتى النهاية. أولئك الذين يبدو أنهم ارتدوا إما لم يكن لديهم إيمان حقيقي من الأساس (يوحنا الأولى 2:19)، أو إذا خلصوا ولكنهم لم يسلكوا في الوقت الحاضر بالروح، فسيؤدبون إلهيًا (عبرانيين 12: 5-11) وسيتوبوا (يوحنا الأولى 3: 6-9).[60]

في الآونة الأخيرة ، سعت مجموعة واسعة من اللاهوتيين إلى إعادة صياغة النقاط الخمس لتعكس بشكل أكثر دقة طشرائع دورت". كان أحد الجهود الأخيرة التي تم وضعها: النعمة المخططة، والنعمة الباعثة، والنعمة الصارخة، والنعمة الغالبة، والنعمة الأبدية.

### مقارنة بين البروتستانت
| معتقدات البروتستانت بخصوص الخلاص                                   | معتقدات البروتستانت بخصوص الخلاص                                              | معتقدات البروتستانت بخصوص الخلاص | معتقدات البروتستانت بخصوص الخلاص                                                                                |
| ------------------------------------------------------------------ | ----------------------------------------------------------------------------- | --- | --- |
| يلخص الجدول الثلاث رؤى البروتستانتية الكلاسيكية بخصوص عقيدة الخلاص |                                                                               | | |
| الموضوع                                                            | الكالفينية                                                                    | اللوثرية | الأرمينيانية |
| حرية الإنسان                                                       | الفساد الكلي: البشرية تمتلك حرية الإرادة، ولكنها في عبودية الخطيئة، حتى تعتق. | الخطية الأصلية: البشرية تمتلك حرية الإرادة من ناحية "الامتلاك والحيازة"، ولكنها خاطية بالطبيعة وغير قادرة على المشاركة في خلاص نفسها | الفساد الكلي: البشرية تمتلك الحرية من حيث الضرورة، ولكن ليس الحرية من الخطية إلا إذا وجدت النعمة السائدة        |
| الإختيار                                                           | غير مشروط                                                                     | غير مشروط | مشروط، في ضوء المعرفة المسبقة لإيمان الشخص من عدمه                                                              |
| التبرير والكفارة                                                   | التبرير بالإيمان وحده، وآراء مختلفة بخصوص مدى الكفارة                         | التبرير لكل الناس قد اكتمل في موت المسيح، ويصبح فعالا بالإيمان وحده                                                                  | التبرير اصبح ممكنا للكل بموت المسيح، ولكن يكتمل باختيار الإيمان بالمسيح                                         |
| التحول                                                             | أحادي، بحيث تصبح طرق النعمة غير قابلة للمقاومة                                | أحادي، بحيث تصبح طرق النعمة غير قابلة للمقاومة                                                                                       | تآزري، النعمة قابلة للمقاومة نتيجة نعمة مشتركة وهي حرية الإرادة، ومع ذلك التحول الغير قابل للمقاوبة جائز الحدوث |
| الثبات والردة                                                      | ثبات القديسين، المختار ابديا في المسيح سيثبت حتما في الإيمان                  | التهاوي ممكن، لكن الله يعطي خلاص الإنجيل                                                                                             | الثبات مشروط بالإيمان المستمر في المسيح، مع احتمالية حدوث ردة نهائية                                            |

يرى المسيحيون المصلحون أن الكنيسة المسيحية هي المجتمع الذي قطع الله معه عهد النعمة ، ووعدًا بالحياة الأبدية والعلاقة مع الله. يمتد هذا العهد إلى أولئك الذين هم تحت «العهد القديم» الذين اختارهم الله بدءًا من إبراهيم وسارة. يتم تصور الكنيسة على أنها غير مرئية ومرئية. الكنيسة غير المنظورة هي جسد جميع المؤمنين ولا يعرفها إلا الله. الكنيسة المنظورة هي الجسم المؤسسي الذي يحتوي على أعضاء الكنيسة غير المنظورة وكذلك أولئك الذين يبدو أنهم يؤمنون بالمسيح، لكنهم ليسوا حقًا جزءًا من مختاري الله.
من أجل التعرف على الكنيسة المرئية، تحدث اللاهوتيون المصلحون عن علامات معينة للكنيسة. بالنسبة للبعض فالعلامة الوحيدة هي الكرازة النقية بإنجيل المسيح. يشمل آخرون - بما في ذلك جون كالفن - الإدارة الصحيحة للأسرار المقدسة. البعض الآخر يشملون علامة ثالثة وهي تأديب الكنيسة الذي يتم إدارتها بشكل صحيح، أو ممارسة اللوم ضد المذنبين غير التائبين. سمحت هذه العلامات للمصلحين بالتعرف على الكنيسة بناءً على توافقها مع الكتاب المقدس بدلاً من التعليم أو تقاليد الكنيسة.

### العبادة

#### الأصل التنظيمي للعبادة
المبدأ التنظيمي للعبادة هو تعليم مشترك من قبل بعض الكالفينيين حول كيف يأمر الكتاب المقدس بالعبادة العامة. جوهر العقيدة المتعلقة بالعبادة هو أن الله يؤسس في الكتاب المقدس كل ما يطلبه للعبادة في الكنيسة وأن كل شيء آخر محظور. نظرًا لأن المبدأ التنظيمي ينعكس في فكر كالفن، فهو مدفوع بنفوره الواضح تجاه الكنيسة الرومانية الكاثوليكية وممارسات العبادة الخاصة بها، وربط الآلات الموسيقية بالأيقونات، وهو ما اعتبره انتهاكًا لحظر الوصايا العشر للصور المنحوتة.
على هذا الأساس تجنب العديد من الكالفينيين الأوائل أيضًا الآلات الموسيقية ودعوا إلى عزف المزمور بفن الأكابيلا في العبادة المعتد على أصوات البشر فقط، على الرغم من أن كالفن نفسه سمح بترانيم كتابية أخرى بالإضافة إلى المزامير، وهذه الممارسة جسدت العبادة المشيخية وعبادة الكنائس الإصلاحية الآخرى لبعض الوقت. كانت خدمة يوم الرب الأساسية التي أعدها جون كالفن خدمة طقسية للغاية مع أسس العقيدة، والصدقات، والاعتراف والحل، وعشاء الرب، والشكر، والصلوات ، وترانيم المزامير، وترنيمة صلاة الرب، والدعوات.
ومع ذلك ، فمنذ القرن التاسع عشر ، عدلت بعض الكنائس الإصلاحية فهمها للمبدأ التنظيمي واستفادت من الآلات الموسيقية، معتقدة أن كالفن وأتباعه الأوائل تجاوزوا المتطلبات الكتابية وأن هذه الأشياء هي ظروف عبادة تتطلب حكمة متجذرة كتابياً بدلاً من أمر صريح. على الرغم من اعتراضات أولئك الذين يتمسكون بنظرة صارمة للمبدأ التنظيمي، فإن الترانيم والآلات الموسيقية شائعة الاستخدام اليوم، وكذلك أساليب موسيقى العبادة المعاصرة مع عناصر مثل فرق التسبيح.

### الأسرار المقدسة
يحد إقرار الإيمان في وستمنستر من الأسرار المقدسة في المعمودية وعشاء الرب. يُشار إلى الأسرار المقدسة على أنها «علامات وأختام عهد النعمة». ويتحدث وستمنستر عن «علاقة سرّية، أو اتحاد سرّي، بين العلامة والشيء المشار إليه؛ ومن هنا يتبين أن أسماء وآثار يُنسب أحدهما إلى الآخر».  المعمودية هي للأطفال الرضع من المؤمنين وكذلك المؤمنين، كما هو الحال بالنسبة لجميع المصلحين باستثناء المعمدانيين. المعمودية تقبل المعمَّد في الكنيسة المنظورة، وفيها تُقدَّم كل نعم المسيح للمعمَّدين. في عشاء الرب، يقول وستمنستر: «عشاء الرب حقًا، ولكن ليس ماديا وجسديًا، ولكن روحيًا، يتلقى بداخله المسيح المصلوب، وجميع نعم موته: الجسد ودم المسيح ليس ماديا أو جسديًا في الخبز والخمر أو تحتهما؛ ولكن روحيًا، يقدم إلى إيمان المؤمنين في هذا الأمر مثل العناصر نفسها لحواسهم الخارجية». 
لا يستخدم اعتراف الإيمان المعمداني في لندن عام 1689 مصطلح القربان، لكنه يصف المعمودية وعشاء الرب على أنهما مراسيم، كما يفعل معظم المعمدانيين الكالفيني أو غير ذلك. المعمودية هي فقط لمن «يعلن التوبة إلى الله» وليس لأبناء المؤمنين. يصر المعمدانيون أيضًا على الغمر أو الغمس على عكس المسيحيين المصلحين الآخرين. يصف اعتراف المعمدان عشاء الرب بأنه «جسد ودم المسيح ليس ماديا أو جسديًا، ولكنه موجود روحيًا لإيمان المؤمنين في هذا الطقس» على غرار اعتراف وستمنستر.

### الترتيب المنطقي لقضاء الله
هناك مدرستان فكريتان فيما يتعلق بالترتيب المنطقي لقضاء الله في سقوط الإنسان: ما قبل السقوط supralapsarianism وما بعد السقوط infralapsarianism. ترى المدرسة الأولى - والتي يُطلق عليها أحيانًا «المذهب الكالفيني العالي» - أن السقوط حدث جزئيًا لتسهيل هدف الله في اختيار بعض الأفراد للخلاص والبعض الآخر للدينونة. المدرسة الثانية - والتي تسمى أحيانًا «الكالفينية المنخفضة» - هي الموقف القائل بانه بينما كان السقوط مخططًا بالفعل، لم يتم التخطيط له بالإشارة إلى من سيتم إنقاذه.
يعتقد أنصار ما قبل السقوط أن الله اختار الأفراد الذين سينقذون منطقيًا قبل القضاء بالسماح للجنس البشري بالسقوط وأن السقوط بمثابة وسيلة لإدراك ذلك القضاء السابق بإرسال بعض الأفراد إلى الجحيم والبعض الآخر إلى الجنة (أي أنه يوفر أسباب الإدانة في الفاسد وضرورة الخلاص في المختارين). على النقيض من ذلك يرى أنصار ما بعد السقوط أن الله خطط لسقوط الجنس البشري «منطقيا» قبل القضاء بإنقاذ أي فرد أو إدانة أي فرد لأنه من أجل «الخلاص» يجب على المرء أولاً أن ينقذ من شيء ما وبالتالي يجب أن يسبق القضاء بالسقوط أقدارالخلاص أو الدينونة.
تنافست هاتان النظرتان مع بعضهما البعض في سينودس دورت، وهي هيئة دولية تمثل الكنائس المسيحية الكالفينية من جميع أنحاء أوروبا، والأحكام الصادرة عن هذا المجلس انحازت إلى النزعة اللاإرادية (شرائع دورت، النقطة الأولى في العقيدة، المادة 7).

## إختلافات في التوجهات المصلحة

### الكالفينية المعتدلة
تسمى أحيانًا «الأميراوتية» نسبة إلى موسيس اميراوت، ومعروفة أيضًا باسم مدرسة سومور، والعالمية الافتراضية،  وما بعد الفداء، أو الكالفينية ذات الأربع نقاط. هي الاعتقاد بأن الله قبل القضاء بالإختيار، قضى بكفارة المسيح عن الجميع على حد سواء إذا كانوا يؤمنون، ولكن مع ملاحظة أنه لا أحد سيؤمن بمفرده، فقد اختار بعد ذلك أولئك الذين سيؤمنون بالمسيح، وبالتالي حافظوا على العقيدة الكالفينية للاختيار غير المشروط. تبقى فعالية الكفارة مقصورة فقط على المؤمنين.
سُميت هذه العقيدة على اسم مُصيغها موسى أميراوت، ولا يزال يُنظر إليها على أنها مجموعة متنوعة من الكالفينية من حيث أنها تحافظ على خصوصية النعمة السيادية في تطبيق الكفارة. ومع ذلك فقد وصفها منتقدون مثل بي بي وارفيلد بأنها «شكل غير متناسق وبالتالي غير مستقر من الكالفينية.»

### فوق الكالفينية
أشارت فوق الكالفينية لأول مرة إلى وجهة نظر ظهرت بين أوائل المعمدانيين الإنجليز المعمدين في القرن الثامن عشر. أنكر نظامهم أن دعوة الإنجيل إلى «التوبة والإيمان» موجهة إلى كل شخص، وأنه من واجب كل شخص أن يثق بالمسيح من أجل الخلاص. يظهر المصطلح أيضًا من حين لآخر في كل من السياقات اللاهوتية والعلمانية المثيرة للجدل، حيث يشير عادةً إلى رأي سلبي حول مجموعة متنوعة من الحتمية اللاهوتية أو الأقدار أو نسخة من المسيحية الإنجيلية أو الكالفينية التي يعتبرها الناقد غير مستنيرة أو قاسية أو متطرفة.
يقول إقرار الإيمان في وستمنستر أن الإنجيل يجب أن يُقدَّم مجانًا للخطاة ، ويوضح التعليم المسيحي الأكبر أن الإنجيل يُقدَّم لغير المختارين.

### الكالفينية المحدثة
الكالفينية المحدثة، شكل من أشكال الكالفينية الهولندية، هي الحركة التي بدأها اللاهوتي ورئيس الوزراء الهولندي السابق أبراهام كويبر. أراد كويبر إيقاظ الكنيسة مما اعتبره سباتًا ورعاََ. فأعلن:
«لا توجد قطعة واحدة من عالمنا العقلي يجب عزلها عن البقية ولا يوجد بوصة مربعة في كل مجال الوجود البشري لا يصرخ عليها المسيح، صاحب السيادة على الجميع: ملكي!»

### إعادة البناء المسيحي
هي حركة أصولية كالفينية ظلت غامضة إلى حد ما. أسسها آر جيه رشدوني، وكان للحركة تأثير مهم على اليمين المسيحي في الولايات المتحدة. تراجعت الحركة في التسعينيات وأعلنت وفاتها في مقال بمجلة تشيرش هيستوري لعام 2008.] ومع ذلك فهي تعيش في طوائف صغيرة مثل الكنيسة المشيخية الإصلاحية في الولايات المتحدة وكموقف أقلية في الطوائف الأخرى. عادة ما يكونون من أتباع ما بعد الألفية وأتباع الافتراضات الافتراضية لكورنيليوس فان تيل. إنهم يميلون إلى دعم النظام السياسي اللامركزي الذي يؤدي إلى رأسمالية عدم التدخل.

### الكالفينية الجديدة
تعتبر الكالفينية الجديدة منظورًا متناميًا داخل المذهب الإنجيلي المحافظ الذي يحتضن أساسيات كالفينية القرن السادس عشر بينما يحاول أيضًا أن يكون ذا صلة بعالم اليوم. في مارس 2009 وصفت مجلة تايم الكالفينية الجديدة بأنها واحدة من «الأفكار العشر التي تغير العالم». بعض الشخصيات الرئيسية التي ارتبطت بالكالفينية الجديدة هي جون بايبر، ومارك دريسكول، وآل موهلر،[148] ومارك ديفر،[149] وسي جي ماهاني، وجوشوا هاريس، [147] وتيم كيلر.
اعتبر كالفن الكتاب المقدس بأنه المرجعية الأولى ذات الشرعية والسلطة والتي يجب أن تخضع لها السلطات الأرضية، وقد نجح من خلال هذا الفكر بتشكيل حكومة ثيوقراطية في جنيف عرفت بنظامها المتشدد.

## مواضيع ذات صلة
- جون كالفن
- تطهيرية
- أخلاق العمل البروتستانتية
- الإيمان بالقضاء و القدر